# Lijst van programma's van de VPRO
Dit is een lijst van Nederlandse radio- en televisieprogramma's die werden of worden uitgezonden door de Nederlandse publieke omroep VPRO.
Legenda

## Programma's

### Radio
|  | programma                               | periode             | zender(s)                           | presentatie / vaste medewerkers                                            |
|  | --------------------------------------- | ------------------- | ----------------------------------- | -------------------------------------------------------------------------- |
|  | 3voor12                                 | 1998–heden          | NPO 3FM                             | Dennis Weening, Eric Corton, Roosmarijn Reijmer, Eva Koreman, Sagid Carter |
|  | Archie                                  | 1989–1991           |                                     |                                                                            |
|  | Argos                                   | 1992–heden          | NPO Radio 1                         | in samenwerking met HUMAN en voorheen VARA/BNNVARA                         |
|  | De Avonden                              | 1995–2013           | NPO Radio 5 NPO Radio 6             |                                                                            |
|  | Binnenland 1                            | 2007–2008           | NPO Radio 1                         |                                                                            |
|  | Black Star Liner                        | 1978–1981           | Hilversum 3                         |                                                                            |
|  | Borát                                   | 1984–1989           |                                     |                                                                            |
|  | Bureau Buitenland                       | 2014–heden          | NPO Radio 1                         | Sophie Derkzen of Chris Kijne, vanaf 2022 Tim de Wit                       |
|  | Cantina                                 |                     |                                     |                                                                            |
|  | Club Carter                             | 2019-2020           | NPO 3FM                             | Sagid Carter                                                               |
|  | Club Cleven                             | 2020-heden          | NPO 3FM                             | Eva Cleven                                                                 |
|  | Club Lek                                |                     |                                     |                                                                            |
|  | Semtex/ Cyberradio                      | 1996-2002           | NPO 3FM                             | Luc Janssen                                                                |
|  | De Moordlijst                           | 1996-2002           | NPO 3FM                             | luc Janssen                                                                |
|  | Duivelskruid                            |                     |                                     | Edwin Brienen                                                              |
|  | Elementaal                              | ?–2003              |                                     | Jaap Boots                                                                 |
|  | Embargo                                 |                     |                                     |                                                                            |
|  | Frank & Eva: Welkom bij de club!        | 2020–heden          | NPO 3FM                             | Eva Koreman in samenwerking met Frank van der Lende (BNNVARA)              |
|  | Frontlijn                               | 1988-1994           |                                     | Luc Janssen                                                                |
|  | Krapuul de Lux                          | 1994 -1998          |                                     | Luc Janssen                                                                |
|  | Heartlands                              | 1984-1988           | Hilversum 3                         | Roel Bentz van den Berg, Bert van de Kamp, Martijn Stoffer                 |
|  | Het Gebouw                              | 1984–1993           | Hilversum 2 NPO Radio 1 NPO Radio 5 | Cor Galis, Harmke Pijpers en Djoeke Veeninga                               |
|  | Hoorspelen                              |                     |                                     | zie lijst van Nederlandse hoorspelen                                       |
|  | Koning Zzakk in Muzykland               | 1991-1992           | NPO 3FM                             | Piet Adriaanse en Adeline van Lier                                         |
|  | Marathoninterview                       | 1986–heden          | NPO Radio 1                         | wisselend                                                                  |
|  | Mister Lee's Mysterious Washing Machine | 1997–1998           | NPO 3FM                             | Jaap Boots                                                                 |
|  | Nachtzusters                            | 1999–2000           |                                     |                                                                            |
|  | NL                                      | 1984–1993           |                                     |                                                                            |
|  | Nooit meer slapen                       | 2014–heden          | NPO Radio 1                         | Pieter van der Wielen of Lotje IJzermans                                   |
|  | Noorderlicht                            |                     |                                     |                                                                            |
|  | Nozems-a-gogo                           | 1988                |                                     | Fons Dellen en Lotje IJzermans                                             |
|  | De Ochtenden                            | ?–2008              |                                     |                                                                            |
|  | Once Upon a Time in the News            |                     |                                     |                                                                            |
|  | OVT                                     | 1992–heden          | NPO Radio 1                         | Jos Palm                                                                   |
|  | Plots                                   | 2010–2013           |                                     |                                                                            |
|  | Radio Bergeijk                          | 2001–2007           | NPO Radio 1 NPO Radio 5             |                                                                            |
|  | RadioNome                               | 1981–1982           |                                     |                                                                            |
|  | De Radiovereniging                      | 1989–1990           |                                     |                                                                            |
|  | Ronflonflon                             | 1984–1991           | Hilversum 3 NPO 3FM                 |                                                                            |
|  | Spleen                                  | 1982–1984           | Hilversum 3                         |                                                                            |
|  | Standplaats NL                          | 1984–1993           |                                     |                                                                            |
|  | Stompin'                                |                     |                                     | Roel Bentz van den Berg en Martijn Stoffer                                 |
|  | De Suite                                | 1980                |                                     | Onder andere Wim T. Schippers, Henk Hofland en Ischa Meijer                |
|  | Vacuüm                                  |                     |                                     | Edwin Brienen                                                              |
|  | Villa VPRO                              | 1978–1983 2008–2013 | Hilversum 1                         |                                                                            |
|  | Villa 65                                |                     |                                     | Luc Janssen                                                                |
|  | VPRO Vrijdag                            | 1969–1974           |                                     |                                                                            |
|  | VPRO-Vrijdag op Drie                    | 1976-1978           | Hilversum 3                         | Peter Flik, Harmke Pijpers en Germaine Groenier met "Germaine sans gêne"   |
|  | Vrije geluiden                          | ?-heden             | NPO Radio 4                         | Aad van Nieuwkerk                                                          |
|  | De wandelende tak                       | 1984–2009           | NPO Radio 4 NPO Radio 5 NPO Radio 6 |                                                                            |
|  | Welingelichte Kringen                   | 1975-1997           |                                     | Joop van Tijn, e.a.                                                        |
|  | De Wereldreis                           | 1981                |                                     |                                                                            |
|  | De Wilde Wereld                         | 1984–1988           | Hilversum 3 NPO 3FM                 | Fons Dellen en Bram van Splunteren                                         |
|  | Woord                                   |                     |                                     |                                                                            |

### Televisie
|  | programma                                                                                | periode               | zender(s)            | presentatie / vaste medewerkers |  |
|  | ---------------------------------------------------------------------------------------- | --------------------- | -------------------- | --- |  |
|  | 2Doc                                                                                     | 2014–heden            | NPO 2                | |  |
|  | 3Doc                                                                                     |                       | NPO 3                | |  |
|  | 3LAB                                                                                     | 2009–2016             | NPO 3                | |  |
|  | 3voor12                                                                                  | 1998 - heden          | 3FM / online         | zie ook https://3voor12.vpro.nl/ |  |
|  | 24 uur met...                                                                            | 2008–2016             | NPO 3                | Wilfried de Jong (2008–2013) en Theo Maassen (2014–2016) |  |
|  | 30 jaar Dutch Dance                                                                      | 2018                  | NPO 3                | |  |
|  | 30 minuten                                                                               | 1995–1997             |                      | Arjan Ederveen en Tosca Niterink |  |
|  | 100 Dagen Voor De Klas                                                                   | 2019–2020             |                      | Tim den Besten en Nicolaas Veul |  |
|  | Aanvallen van Uitersten                                                                  | 1983                  |                      | Moniek Toebosch |  |
|  | Achtertuin van Jan Wolkers                                                               | 2002–2003             |                      | Jan Wolkers |  |
|  | Achterwerk in de kast                                                                    | Jaren 80–90           |                      | |  |
|  | Achterwerk uit de kast                                                                   | Jaren 80–90           |                      | |  |
|  | Afhoeken, scheurleer en oestersex (Serie)                                                | 1993                  |                      | Onder andere Bert Bunschoten, Joep Kruijver en Wigbold Kruijver |  |
|  | Als ze maar gelukkig zijn                                                                | 1998                  |                      | Bram van Splunteren |  |
|  | Amor met een snor (Serie)                                                                | 2014                  |                      | Stef Biemans |  |
|  | Andere Tijden                                                                            | 2000–heden            | NPO 3 NPO 2          | Hans Goedkoop (2000–2019), Godfried van Run (Invaller) en Astrid Sy (2020–heden) |  |
|  | Andere Tijden Sport                                                                      | 2008–heden            | NPO 1                | Tom Egbers |  |
|  | Ayla het tsunamimeisje                                                                   | 2005                  |                      | Wilma Ligthart |  |
|  | Beagle: In het kielzog van Darwin (Serie)                                                | 2009–2010             |                      | Lex Runderkamp, Dirk Draulans, Sarah Darwin, Anthony Smith en Redmond O'Hanlon |  |
|  | Bed & Breakfast                                                                          | 1997–1998             |                      | Onder andere Jack Wouterse, Frans van Deursen, Job Gosschalk en Juul Vrijdag |  |
|  | Beestieboys                                                                              | ?-heden               | NPO Zapp             | Nicolaas Veul en Tim den Besten |  |
|  | Berichten uit de Samenleving                                                             | 1972–1975             |                      | Ad 's-Gravesande, Rob Klaasman |  |
|  | Bob en George                                                                            | 1998                  |                      | Kamagurka en Herr Seele |  |
|  | Borreltijd                                                                               | 1996                  |                      | Arjan Ederveen, Tosca Niterink en Pieter Kramer |  |
|  | Broertjes (Serie)                                                                        | 1988                  |                      | Frank Groothof, René Groothof en Marnix Kappers |  |
|  | Brieven aan de rest van Spanje                                                           | 2021                  | NPO 3                | Stef Biemans |  |
|  | Brommer op zee                                                                           | 2021–heden            | NPO 2                | Ruth Joos en Wilfried de Jong |  |
|  | Buitenhof                                                                                | 1995–heden            | NPO 3 NPO 1          | Peter van Ingen (1995–2012), Marcia Luyten (2012–2018), Chris Kijne (Invaller, 2012–2013), Diana Matroos (2018–2019), Natalie Righton (2020) en Maaike Schoon (2021-heden) |  |
|  | Buren                                                                                    | 1991-1999             |                      | Frans Bromet |  |
|  | Buurman en Buurman                                                                       | 1984–heden            | NPO 3 NPO Zapp       | Kees Prins en Siem van Leeuwen |  |
|  | BG-TV                                                                                    | 1982–1983             |                      | Emile Fallaux |  |
|  | Casa Poetica (Serie)                                                                     | 1995–2000             |                      | |  |
|  | Chinese Dromen                                                                           | 2019                  | NPO 2                | Ruben Terlou |  |
|  | Culemborg Bijvoorbeeld                                                                   | 1974–1975             |                      | Netty Rosenfeld |  |
|  | Cinema.nl TV                                                                             | 2007–heden            |                      | |  |
|  | Danny's wereld                                                                           | 2021–heden            | NPO 2                | Danny Ghosen |  |
|  | De Avondshow met Arjen Lubach                                                            |                       | NPO 1                | Arjen Lubach |  |
|  | De Daltons (Serie)                                                                       | 1999–2000 2007–2008   |                      | Onder andere Mick Mulder, Dajo Hogeweg en Matthijs van de Sande Bakhuyzen |  |
|  | De eenzame oorlog van Koos Tak (Serie)                                                   | 1996                  | NPO 3                | Onder andere Gerard Thoolen, Olga Zuiderhoek, Peer Mascini en Joop Doderer |  |
|  | Deksel van de Desk                                                                       | 1995–1996             |                      | |  |
|  | Denktank                                                                                 | 1987                  |                      | Felix Rottenberg |  |
|  | Dertien manieren om iets over het Midden-Oosten te vertellen                             | 1975                  |                      | Theo Uittenbogaard |  |
|  | De dikke data show                                                                       | ?-heden               | NPO Zapp             | Jard Struik |  |
|  | Diogenes                                                                                 | 1986–1998             |                      | Jan Blokker, Frank Wiering |  |
|  | DNW - Rooksignalen uit de nieuwe wereld                                                  | 1998-2002             |                      | George Brugmans en Frank Wiering |  |
|  | Doctor Cheezy (Serie)                                                                    | 2011–2012             | NPO Zapp             | Onder andere Tim Hildering, Sheraino Misiedjan, Dyon Wilkens, Anne Jongsma en Ynoëlla Elumbat |  |
|  | Door het hart van China                                                                  | 2018                  | NPO 2                | Ruben Terlou |  |
|  | Draadstaal                                                                               | 2007–2009             | NPO 3                | Jeroen van Koningsbrugge en Dennis van de Ven |  |
|  | Dwars door de Middellandse Zee                                                           | 2021                  | NPO 2                | Arnout Hauben |  |
|  | eXtra                                                                                    | 1974–1975             |                      | Ad 's-Gravesande, Theo Uittenbogaard |  |
|  | De Fractie (Serie)                                                                       | 2015–2016             | NPO 2                | Onder andere Joris Smit, Tijn Docter, Nadia Amin, Sandra Mattie, Han Kerckhoffs, Marie Louise Stheins, Mads Wittermans en Daphne Bunskoek |  |
|  | Fred Hachéshow                                                                           | 1971–1972             |                      | Wim T. Schippers |  |
|  | Freek in het wild                                                                        | ?-heden               | NPO Zapp             | Freek Vonk |  |
|  | Freeks wilde wereld                                                                      | ?-heden               | NPO Zapp             | Freek Vonk |  |
|  | De Freules                                                                               | 1990–1991             |                      | Onder andere Karen van Holst Pellekaan, Carolien van den Berg, René Groothof en Ewoud Poerink |  |
|  | Frontlinie                                                                               | 2021-heden            | NPO 2                | Bram Vermeulen |  |
|  | Het Gat van Nederland                                                                    | 1972–1974             |                      | Hans Keller |  |
|  | Gebarenwinkel                                                                            | 1989–1990             |                      | |  |
|  | Geef je ouders maar weer de schuld (Serie)                                               | 1985–1986             |                      | |  |
|  | Gouden Bergen                                                                            | 1986–1988             |                      | Feike Salverda en Lex Runderkamp |  |
|  | Grote vragen                                                                             | 2021                  | NPO 2                | Rob van Hattum |  |
|  | Paul Haenen begint                                                                       | 1989-1997             | NPO 2                | Paul Haenen en Dammie van Geest, ook als Haenen voor de nacht en Dolman's vrolijke vrijdag |  |
|  | Het is weer zo laat! (Serie)                                                             | 1978                  |                      | Wim T. Schippers |  |
|  | Hertenkamp (Serie)                                                                       | 1998–2000             |                      | Onder andere Joan Nederlof, Maureen Teeuwen, Marcel Musters en Finn Poncin |  |
|  | Hoe het Koninkrijk der Nederlanden er weer helemaal bovenop kwam en wat er erna gebeurde | 1977                  |                      | |  |
|  | Hoepla                                                                                   | 1967                  |                      | |  |
|  | De Hokjesman                                                                             | 2013–2016             |                      | Michael Schaap |  |
|  | Holland Sport                                                                            | 2003–2011             | NPO 3                | Wilfried de Jong (2003–2011) en Matthijs van Nieuwkerk (2003–2008) |  |
|  | Holland Sport Junior                                                                     | 2010                  | NPO Zapp             | Bart Meijer |  |
|  | Holland Sport Special                                                                    | 2012–2016             | NPO 3                | Wilfried de Jong |  |
|  | Hoofdzaken                                                                               | ?-heden               | NPO Zapp             | Marko Suds |  |
|  | In Bed Met                                                                               | 1994–1995             |                      | |  |
|  | In Europa                                                                                | 2007–2009             | NPO 2                | Geert Mak |  |
|  | In Europa, de geschiedenis op heterdaad betrapt                                          |                       | NPO 2                | Geert Mak |  |
|  | De Jeugd van Tegenwoordig                                                                | 1979                  |                      | |  |
|  | Jiskefet                                                                                 | 1990–2005             |                      | Onder andere Kees Prins, Michiel Romeyn en Herman Koch |  |
|  | Jonge Helden                                                                             |                       |                      | Daan en Willem Ekkel |  |
|  | Keek op de week                                                                          | 1989–1993             | NPO 2                | Kees van Kooten en Wim de Bie |  |
|  | Kinderbevrijdingsfront                                                                   |                       |                      | |  |
|  | Kip (Serie)                                                                              |                       |                      | Camiel Schouwenaar en Max Verstappen |  |
|  | Klein Holland                                                                            | 2006–2008             |                      | Onder andere Martin van Waardenberg, Karen van Holst Pellekaan, Hossein Mardani en Juliette van Ardenne |  |
|  | Koken met konijnen                                                                       | ?-heden               | NPO Zapp             | Diederik Kreike en Ayrton Fraenk |  |
|  | Koken met Van Boven                                                                      | 2015                  |                      | Yvette van Boven |  |
|  | Het Koninkrijk België N.V.                                                               | 1978                  |                      | Theo Uittenbogaard |  |
|  | Van Kooten en De Bie                                                                     | 1984–1989 1996–1998   |                      | Kees van Kooten en Wim de Bie |  |
|  | Krasse Knarren                                                                           | 1993–1994             |                      | Kees van Kooten en Wim de Bie |  |
|  | Kreatief met Kurk                                                                        | 1993–1994             |                      | Arjen Ederveen en Tosca Niterink |  |
|  | Kwartier van het dier                                                                    | ?-heden               | NPO Zapp             | Tim den Besten |  |
|  | Laat op de avond na een korte wandeling                                                  | 1995–1998             |                      | George Brugmans |  |
|  | De lachende scheerkwast                                                                  | 1981–1982             |                      | Wim T. Schippers |  |
|  | Landsbehang                                                                              | 1983–1984             |                      | |  |
|  | Langs de oevers van de Yangtze                                                           | 2016                  | NPO 2                | Ruben Terlou |  |
|  | Lekker Dansen                                                                            |                       |                      | Maxim Hartman |  |
|  | Leven en dood van Quidam Quidam                                                          | 1999                  |                      | Onder andere Jaimy Siebel, Lars Scholing, Jaap Spijkers en Daniëlla Mercelina |  |
|  | Loenatik                                                                                 | 1995-2001             |                      | Martin van Waardenberg, Karen van Holst Pellekaan, |  |
|  | Loladamusica                                                                             |                       |                      | |  |
|  | Lolamoviola                                                                              |                       |                      | |  |
|  | Lopende zaken                                                                            |                       |                      | |  |
|  | Machiavelli                                                                              | 1977–1979             |                      | |  |
|  | Metropolis                                                                               | 2008–2021             | NPO 2                | Stef Biemans |  |
|  | Middageditie                                                                             |                       |                      | |  |
|  | Missie Aarde                                                                             | 2015–2016             |                      | Onder andere Alex Klaasen, Kim van Kooten, Wart Kamps, Leo Alkemade en Raymond Thiry |  |
|  | Moja Polska                                                                              | 2019                  |                      | Dore van Duivenbode |  |
|  | Mondo                                                                                    | 2020                  | NPO 2                | Nadia Moussaid |  |
|  | Mooi                                                                                     | 1973–1974             |                      | Theo Uittenbogaard en Keso Dekker |  |
|  | Moonriders                                                                               | ?-heden               | NPO Zapp             | Aukje Dekker |  |
|  | Muziek op de vlucht                                                                      | 2016                  |                      | Ruben Bromet, Silvia Bromet en Frans Bromet |  |
|  | Muziekstad                                                                               | 2021                  | NPO 3                | Eva Koreman |  |
|  | Nationale Wetenschapsquiz                                                                | 1994–2018             |                      | Wim T. Schippers (1994–2002), Karen van Holst Pellekaan (2003–2004), Lenette van Dongen (2004), Rick van der Ploeg (2005), Leon Verdonschot (2006–2008), Lottie Hellingman, Rob van Hattum (beide 2009–2014), Ionica Smeets en Pieter Hulst (beide 2015–2018) |  |
|  | Nationale Wetenschapsquiz Junior                                                         | 1994–2014             |                      | Wim T. Schippers (1994–2003), Mimoun Oaïssa (2004), Plien en Bianca (2005), Victoria Koblenko (2006), Georgina Verbaan (2007), Winfried Baijens (2008), Lottie Hellingman (2009), Bart Meijer (2010), Milouska Meulens (2011), André Kuipers (2012), Diederik Jekel (2013) en Freek Vonk (2014) |  |
|  | Nederland van boven                                                                      | 2011–2014             | NPO 1                | Roel Bentz van den Berg |  |
|  | Nederland Nu                                                                             | 1981                  |                      | Theo Uittenbogaard |  |
|  | De NON                                                                                   | 2009                  |                      | |  |
|  | Noorderlicht                                                                             |                       |                      | |  |
|  | Omroep Maxim                                                                             | 2011                  |                      | Maxim Hartman |  |
|  | Het Onderhoud                                                                            | 1984–1985             |                      | Wim Kayzer en Theo Uittenbogaard |  |
|  | On stage                                                                                 | 2021                  | NPO 2                | Nadia Moussaid |  |
|  | Onze man in Teheran                                                                      | 2015, 2018            | NPO 2                | Thomas Erdbrink |  |
|  | Onrust                                                                                   | 1989–1992             |                      | Bram van Splunteren |  |
|  | Onzichtbaar Nederland                                                                    | 2016–2017             | NPO 1                | Roel Bentz van den Berg |  |
|  | Op zoek naar Frankrijk                                                                   | 2016                  |                      | Wilfred de Bruijn |  |
|  | Opzoek naar Yolanda                                                                      | 1984                  |                      | Onder andere Kenneth Herdigein, Truus Dekker en Dick van den Toorn |  |
|  | Op1                                                                                      | 2020                  | NPO 1                | Nadia Moussaid en Pieter van der Wielen |  |
|  | De outsiders                                                                             | 2021                  | NPO 2                | Tim den Besten |  |
|  | Van Oekel's Discohoek                                                                    | 1974–1975             |                      | Dolf Brouwers |  |
|  | Pakweg de Pakstraat                                                                      |                       |                      | |  |
|  | Pieter in de prehistorie                                                                 | ?-heden               | NPO Zapp             | Pieter Hulst |  |
|  | Plafond over de vloer                                                                    | 1986                  |                      | Wim T. Schippers |  |
|  | Post Den Haag                                                                            |                       |                      | Emile Fallaux |  |
|  | Post Irkoetsk                                                                            |                       |                      | Emile Fallaux |  |
|  | Post Nicaragua                                                                           |                       |                      | Emile Fallaux |  |
|  | De Prins en het Meisje                                                                   | 2007                  |                      | Onder andere Halina Reijn, Fedja van Huêt en Barry Atsma |  |
|  | De proefkeuken                                                                           | ?-heden               | NPO Zapp             | Pieter Hulst en Willem Voogd |  |
|  | Purno de Purno                                                                           | 1989–1996 2006–2007   |                      | Onder andere Theo Wesselo |  |
|  | Reiziger in Muziek                                                                       | 1989-2001             |                      | Han Reiziger (1989-2001), Esther Apituley (2000-2001) |  |
|  | Robo sapiens                                                                             | 2017                  |                      | Jelle Brandt Corstius |  |
|  | R.A.M. : Round About Midnight                                                            |                       |                      | |  |
|  | Reizen Waes                                                                              | ?-heden               | NPO 3                | Tom Waes |  |
|  | Rembo & Rembo                                                                            | 1987–1995             |                      | Theo Wesselo en Maxim Hartman |  |
|  | Room 101                                                                                 | 2008                  | NPO 3                | Jan Jaap van der Wal |  |
|  | Barend Servetshow                                                                        | 1972–1973             |                      | IJf Blokker |  |
|  | Shot on Location                                                                         | 2013                  |                      | Tom Barman |  |
|  | Simplisties Verbond                                                                      | 1974–1979             |                      | Kees van Kooten en Wim de Bie |  |
|  | De slag om Brussel                                                                       | 2009–2010             | NPO 2                | Roland Duong en Teun van de Keuken |  |
|  | De slag om Nederland                                                                     | 2012–2013             | NPO 2                | Roland Duong, Teun van de Keuken en Andrea van Pol |  |
|  | Sportpaleis De Jong                                                                      | 1999–2003             |                      | Wilfried de Jong |  |
|  | Stellenbosch (Serie)                                                                     | 2007                  |                      | Onder andere Monic Hendrickx, Jeroen Willems, Eric Schneider en Anne Wil Blankers |  |
|  | Stupicupido                                                                              | 1996                  |                      | |  |
|  | Super Stream Me                                                                          | 2015                  |                      | Tim den Besten en Nicolaas Veul |  |
|  | Taarten van Abel                                                                         | 2003-heden            | NPO Zapp             | Siemon de Jong (2003-2023), Nick Toet(2024-heden) |  |
|  | Taxi van Palemu                                                                          |                       |                      | Onder andere Eno Grauwde en Dalorim Wartes |  |
|  | Tegenlicht                                                                               | 2002–heden            | NPO 2                | George Brugmans, Peter van Ingen, Doke Romeijn, Bregtje van der Haak, Jos de Putter |  |
|  | Theo en Thea                                                                             | 1985–1989             |                      | Arjan Ederveen en Tosca Niterink |  |
|  | Tokidoki                                                                                 | 2018, 2021            | NPO 2                | Paulien Cornelisse |  |
|  | Toren C                                                                                  | 2008–heden            | NPO 3                | Onder andere Maike Meijer en Margôt Ros |  |
|  | Toscane                                                                                  |                       |                      | Onder andere Kasper van Kooten en Martine Sandifort |  |
|  | TreurTeeVee                                                                              | 2017, 2019            |                      | |  |
|  | TV China                                                                                 | 2008                  |                      | Julie O'yang |  |
|  | TV Nomaden                                                                               | 1992–1995             |                      | Jeroen Bishoff |  |
|  | Over Vaders en Zonen                                                                     | 2007–?                |                      | Hugo Borst |  |
|  | Van Dis in Afrika                                                                        | 2008                  | NPO 2                | Adriaan van Dis |  |
|  | Vastberaden, maar soepel en met mate                                                     | 1974                  |                      | Henk Hofland, Hans Verhagen en Hans Keller |  |
|  | Veldpost                                                                                 |                       |                      | |  |
|  | Villa Achterwerk                                                                         | 1984–heden            | NPO 2 NPO 3 NPO Zapp | |  |
|  | Villa Life                                                                               | 2007–heden            |                      | |  |
|  | Villa Live                                                                               | 2007                  |                      | |  |
|  | VPRO's Spek & Bonen Show                                                                 | 2007                  | NPO 3                | Pieter Jouke en Ronald Snijders |  |
|  | Vrije Geluiden                                                                           | 2001–2019             |                      | Hans Flupsen (2001–2009), Melchior Huurdeman (2009–2016) en Giovanca Ostiana (2016–2019) |  |
|  | De Waarheid en Andere Ongemakken                                                         | 1986                  |                      | Wim Kayzer en Theo Uittenbogaard |  |
|  | Waltz (Serie)                                                                            | 2006–2007             | NPO 2                | Onder andere Aart Staartjes, Theo Maassen, Koen Wouterse en Barry Atsma |  |
|  | Waskracht!                                                                               | 1995–2005             |                      | Fred Emmer en Britta Hosman |  |
|  | De wereld van de Chinezen                                                                | 2021, 2024            | NPO 2                | Ruben Terlou |  |
|  | We zijn weer thuis                                                                       | 1989–1994             |                      | Onder andere Wim T. Schippers, Truus Dekker en Dick van den Toorn |  |
|  | Willemspark (Serie)                                                                      | 2007                  |                      | Onder andere Lisa Smit en Jasper Oldenhof |  |
|  | Wintergasten                                                                             | 2007–2012, 2021-heden | NPO 2                | Nelleke Noordervliet, Christine Otten, Kristien Hemmerechts (allen 2005–2006), Joyce Roodnat (2006–2007), Leon Verdonschot (2006–2007, 2010–2011), Joris Luyendijk (2006–2009), Raoul Heertje (2009–2012), Roel Bentz van den Berg (2010–2011) en Janine Abbring (2021-heden) |  |
|  | Yotta!                                                                                   | 2011–heden            |                      | |  |
|  | Zaai                                                                                     | 1998–2003             |                      | Plien van Bennekom, Bianca Krijgsman en Joep Onderdelinden |  |
|  | Zeeman met boeken                                                                        | 1995–1998             |                      | Michael Zeeman, George Brugmans en Saskia van Schaik |  |
|  | Zeeuws Meisje                                                                            | 1997                  |                      | Onder andere Roos Ouwehand, Frits Lambrechts, Paul de Leeuw en Coen van Vrijberghe de Coningh |  |
|  | Zomergasten                                                                              | 1988–heden            | NPO 2                | Peter van Ingen (1988–1995), Freek de Jonge (1996), Wim T. Schippers (1997), Hanneke Groenteman (1998), Adriaan van Dis (1999–2002), Joost Zwagerman (2003–2004), Connie Palmen (2005), Joris Luyendijk (2006–2007), Paul de Leeuw (2007), Bas Heijne (2008), Margriet van der Linden (2009), Jelle Brandt Corstius (2010–2011), Jan Leyers (2012), Wilfried de Jong (2013–2015), Thomas Erdbrink (2016) en Janine Abbring (2017–heden) |  |
|  | Zondag met Lubach                                                                        | 2014–2021             | NPO 3                | Arjen Lubach |  |
|  | Zorgvliedt                                                                               | 1975–1976             |                      | Hans Keller |  |
|  | Zweden Doen Het Anders                                                                   | 2021                  | NPO 2                | Thomas Erdbrink en Sander Schimmelpenninck |  |
|  | Z@pp Echt Gebeurd?!                                                                      | 2009–heden            |                      | |  |

#### Aangekochte series
Buitenlandse series die door de VPRO zijn uitgezonden of worden uitgezonden zijn onder andere:
- Absolutely Fabulous
- Ali G
- All in the Family
- Alone in the Wild
- Breaking Bad
- Dexter, vanaf november 2009
- Eerie, Indiana
- La Linea
- Louis Theroux
- Mary Hartman, Mary Hartman
- Monty Python's Flying Circus
- Nip/Tuck
- Real Humans
- Shameless
- Spitting Image
- The Royle Family
- That Mitchell and Webb Look
- The Young Ones
- Zonde van de zendtijd

### Internet
In deze lijst zijn internet-uitingen opgenomen die als "uitzending" betiteld kunnen worden, dan wel door een regelmatige nieuwe bijdrage, dan wel door het op internet herhaalde karakter van een televisie- of radio-uitzending.
| Naam                              | van  | tot   | opmerkingen |
| --------------------------------- | ---- | ----- | --- |
| 3voor12                           | 1998 | heden | over alternatieve popmuziek |
| Beagle: In het kielzog van Darwin | 2009 | 2010  | project in het kader van het 150-jarig jubileum van het door Charles Darwin geschreven De oorsprong der soorten, i.s.m. Teleac en Canvas |
| Bieslog                           | 2001 | 2008  | door Wim de Bie |
| Geschiedenis 24                   |      | heden | platform voor geschiedenis met NPS en Beeld en Geluid                                                                                    |
| NPO Doc                           |      | heden | i.s.m. andere omroepen |
| VPRO Cinema                       |      | heden | grootste Nederlandstalige website over film                                                                                              |